# 米耶斯崖
62°43′S 60°26′W / 62.717°S 60.433°W

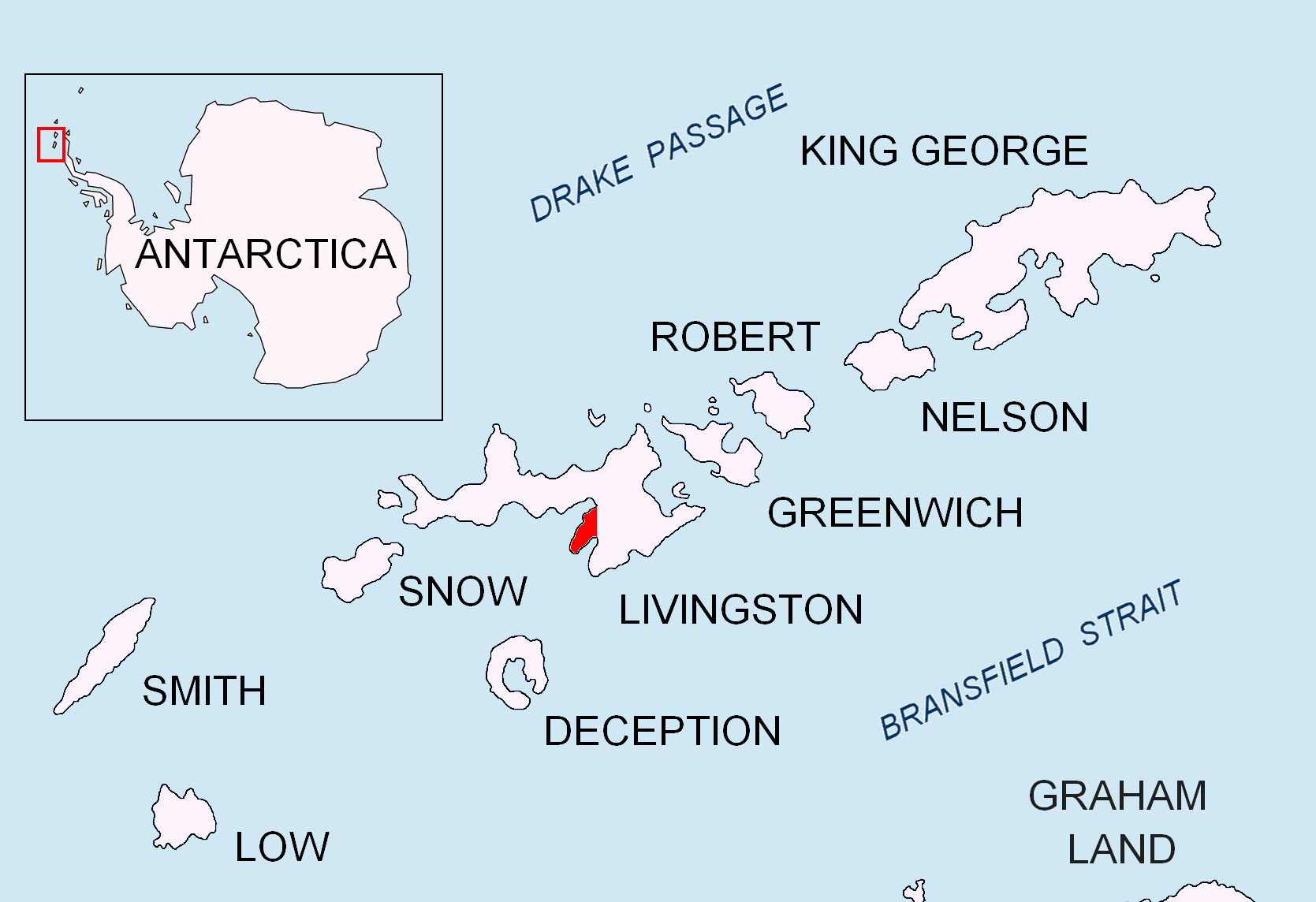

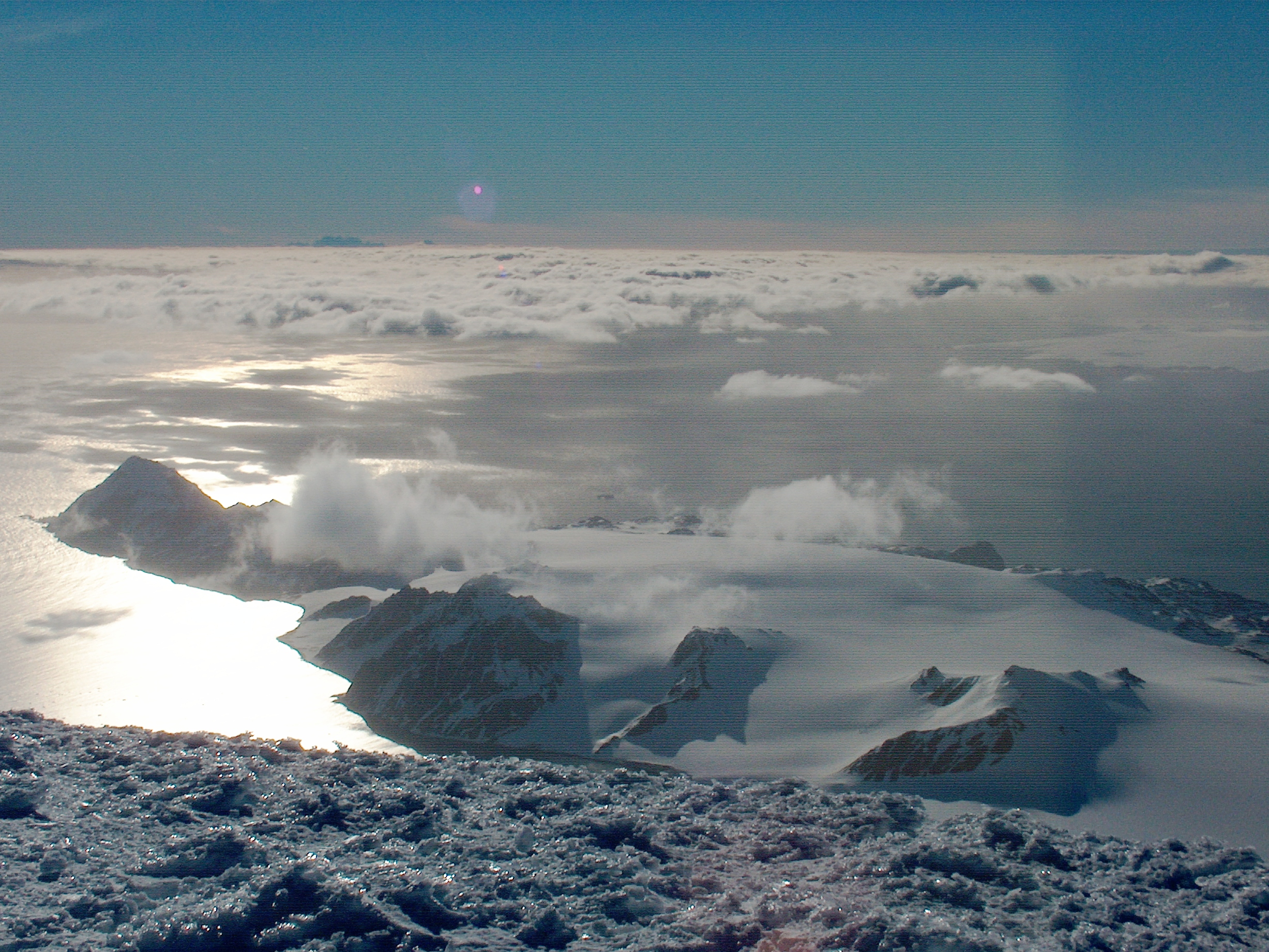

米耶斯崖（英語：Miers Bluff）是南極洲的海岬，位於南昔得蘭群島中利文斯頓島的赫德半島西南端，處於巴納德角西北面6.6公里、漢娜角東南面11.5公里和內皮爾峰西南面7.8公里。